# Центр культуры и искусств СБУ
Центр культуры и искусств СБУ (укр. Центр культури і мистецтв СБУ) — концертный зал в Киеве по улице Ирининской, дом 6. Построен в 1978 как клуб КГБ УССР.

## История
На этом месте на углу улицы Ирининской и Михайловского переулка находился дом Ивана Даниловича Юскевича-Красковского (1807—1887), преподавателя латинского языка Второй киевской гимназии. В этом доме последние вечер и ночь в Киеве с 12 на 13 августа 1859 провёл Тарас Григорьевич Шевченко. Этот дом, несмотря на протесты общественности, был снесён в 1977, на его месте построен клуб КГБ УССР имени Феликса Эдмундовича Дзержинского, и на фасаде здания установлена мемориальная доска поэту.

## Представления
В зале Центра культуры и искусств при Службе безопасности Украины, к примеру, проходило празднование 15-летия со дня создания Управления «Альфа» СБУ (где присутствовали ветераны и сотрудники разных подразделений СБУ, гости вечера). Также с 1997 проходят фестивали художественной самодеятельности «Таланты твои, СБУ» (где принимают участие дети сотрудников СБУ со всей страны, также их родители). За всё время существования конкурса, в нём участвовало более десяти тысяч детей сотрудников и воспитанников детских учреждений СБУ. Творчество участников оценивает компетентное жюри, состоящее из известных украинских актёров, поэтов, музыкантов.
В зале Дома культуры СБУ в 2010 был проведён вечер, посвященный 140-летию писателя Александра Ивановича Куприна. Организаторами события были продюсерское агентство «Артмедиа» и посольство Российской Федерации в Украине. Также в доме культуры проходили международный фестиваль современного танца «Звёзды мирового модерна», международный фестиваль кино для детей и юношества «Крылья», шоу ирландских танцев и музыки в Киеве, всеукраинский танцевально-вокальный фестиваль «Brilliant» и другие мероприятия. Также проводили семейную новогоднюю программу, в рамках которой был показан детский мюзикл «Волшебник изумрудного города», детей и родителей развлекали аниматоры.